# Marteau d'accordeur

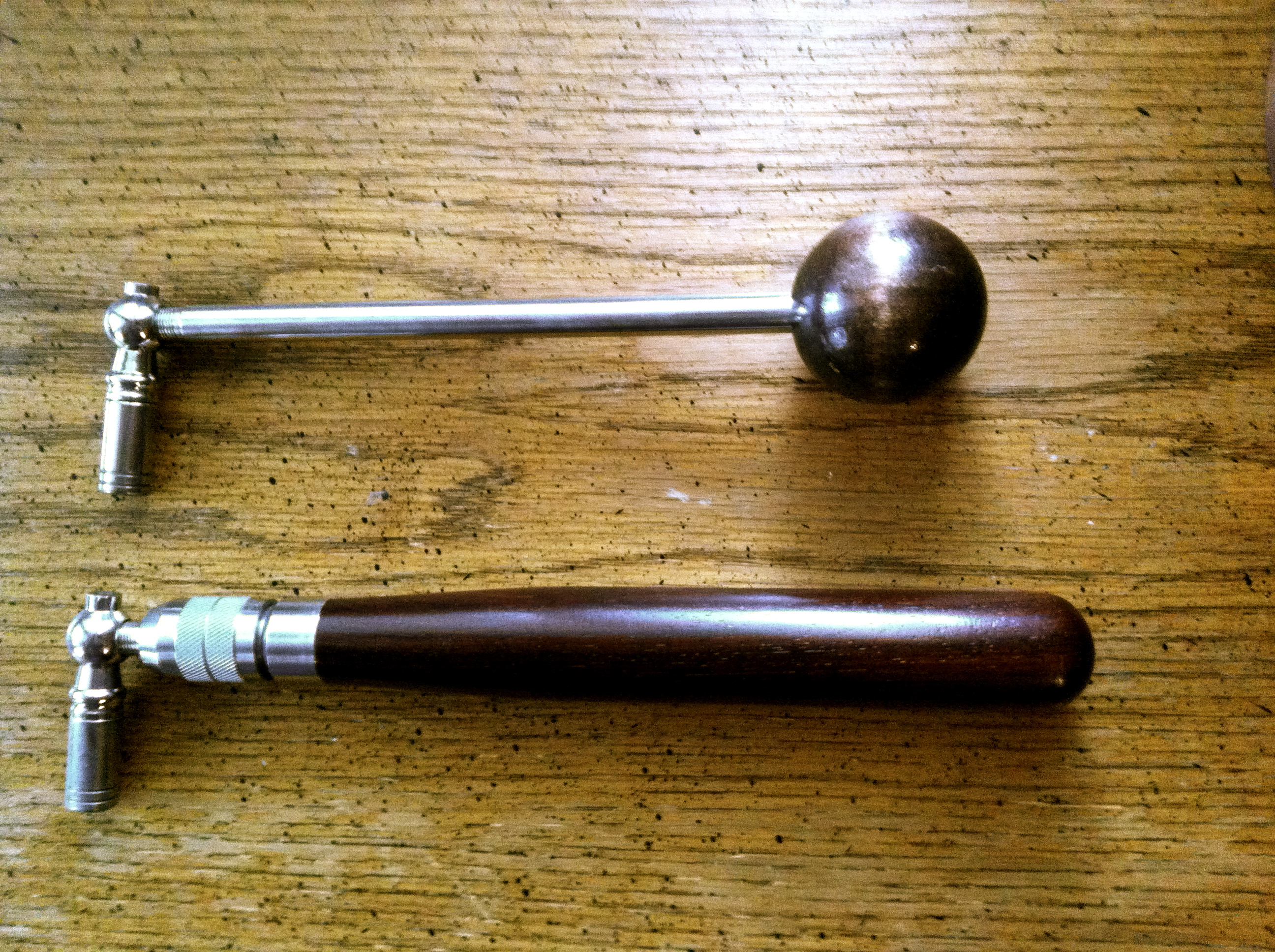
Marteau d'accordeur

Le marteau d'accordeur servant à accorder les clavecins, réunit deux outils en un seul :
1. le marteau, de très petite taille, qui permet de frapper la tête des chevilles d'accord, lesquelles sont de forme légèrement tronconique, afin de régler leur enfoncement dans le sommier et donc leur résistance à la traction de la corde (traction qui a tendance à faire tourner la cheville et donc à désaccorder l'instrument) ;
2. le manche, qui porte l'empreinte (en creux) de la tête des chevilles d'accord et peut ainsi servir de clef d'accordeur, le fer du marteau servant alors de poignée.